# Generalni konzulat Republike Slovenije v Clevelandu
Generalni konzulat Republike Slovenije v Clevelandu je diplomatsko-konzularno predstavništvo (generalni konzulat) Republike Slovenije s sedežem v Clevelandu (Ohio, ZDA); spada pod okrilje Veleposlaništva Republike Slovenije v Združenih državah Amerike.
Trenutna generalna konzulka je Suzana Češarek.